# Blay
Blay é uma comuna francesa na região administrativa da Normandia, no departamento Calvados. Estende-se por uma área de 7,24 km². Em 2010 a comuna tinha 381 habitantes (densidade: 52,6 hab./km²).